# Ronde van Hainan
De Ronde van Hainan is een meerdaagse wielerwedstrijd in China die sinds 2006 op het eiland Hainan wordt verreden.

## Geschiedenis
In 2006 werd de wedstrijd koers als een 2.2-wedstrijd geclassificeerd. De edities van 2007-2018 maakten deel uit van de UCI Asia Tour, in 2007 en 2008 met een 2.1 classificatie en van 2009-2018 in de categorie 2.HC. Hierbij maakten de edities deel uit van de kalender van het opvolgende jaar (bijvoorbeeld: editie 2013 op UCI Asia Tour 2014-kalender), uitgezonderd de edities van 2014 en 2015 die in hetzelfde jaar op de kalender pronkten. De wedstrijd omvatte in 2006 zes etappes, in 2007 acht en vanaf 2008 negen die van 2006-2009 in november en van 2010-2018 in oktober werden verreden. In 2019 stond de koers niet op de wielerkalender.
In 2020 werd de wedstrijd toegevoegd aan de UCI ProSeries en 'verhuisde' hierbij van oktober naar maart op de kalender, maar werd dat jaar niet verreden door de uitbraak van het coronavirus. In 2021 stond de koers ook niet op de wielerkalender en in 2022 werd de ronde wederom geannuleerd vanwege de nog heersende coronapandemie. In 2023 vond de wedstrijd weer plaats.

## Lijst van winnaars

### Overwinningen per land
| Overwinningen | Land                                                 |
| ------------- | ---------------------------------------------------- |
| 4             | Kazachstan                                           |
| 3             | Italië                                               |
| 2             | Rusland, Spanje                                      |
| 1             | Frankrijk, Nederland, Nieuw-Zeeland, Oekraïne, Polen |

2006 · 
2007 · 
2008 · 
2009 · 
2010 · 
2011 · 
2012 · 
2013 · 
2014 · 
2015 · 
2016 · 
2017 ·
2018 ·
2019-2022 · 
2023 · 2024 · 2025
2005 · 
2006 · 
2007 · 
2008 · 
2009 · 
2010 · 
2011 · 
2012 · 
2013 · 
2014 ·
2015 ·
2016 ·
2017 ·
2018 ·
2019 ·
2020 ·
2021 ·
2022 ·
2023 · 
2024 · 
2025
Belangrijkste wedstrijden

Ronde van Hainan · Japan Cup · Ronde van Sharjah · Ronde van het Taihu-meer · Ronde van Fuzhou · Ronde van Dubai · Ronde van Qatar · Ronde van Oman · Ronde van Langkawi · Ronde van Taiwan · Ronde van Iran · Ronde van Japan · Ronde van Korea · Ronde van het Qinghaimeer · Ronde van China I · Ronde van China II · Ronde van Almaty